# Marsilea burchellii
Marsilea burchellii là một loài dương xỉ trong họ Marsileaceae. Loài này được A. Braun mô tả khoa học đầu tiên.